# Benjamin Waldecker
Benjamin Waldecker (* 2. Februar 1983 in Mannheim) ist ein deutscher Fußballspieler.

## Karriere
In der Jugend spielte Waldecker für den SV Waldhof Mannheim. Über die Jugend und die zweite Mannschaft kam er im Jahr 2003 in die erste Mannschaft des Vereins. 2006 wechselte er zum SV Sandhausen, mit dem er 2007 in die Regionalliga Süd und 2008 in die 3. Liga aufstieg. Da Waldecker in seiner letzten Saison beim SV Sandhausen nur noch selten zum Zug kam, kehrte er zur Saison 2010/11 wieder zurück zum SV Waldhof Mannheim. Zur Saison 2011/12 wechselt Benjamin Waldecker zum Oberligisten SpVgg Neckarelz. Mit dem Verein stieg er in der Saison 2012/13 als Meister in die Regionalliga Südwest auf. In der folgenden Spielzeit kam er in der Hinrunde lediglich auf vier Regionalligaeinsätze und wechselte in der Winterpause zum Landesligisten TSV Amicitia Viernheim. Nach Abschluss der Saison 2014/15 beendete Waldecker seine Karriere als Spieler.